# Kamen Rider Revice
Kamen Rider Revice (仮面ライダーリバイス Kamen Raidā Ribaisu) là một bộ phim truyền hình tokusatsu của Nhật Bản trong Series Kamen Rider của Toei. Đây là bộ phim thứ ba ra mắt trong thời kỳ Lệnh Hòa và là phần thứ 32 của loạt phim, đồng thời là bộ phim kỷ niệm 50 năm Series Kamen Rider của Toei (1971-2021). Bộ phim được sản xuất và ra mắt trong năm 2021 - 2022, chiếu song song với Kikai Sentai Zenkaiger và Avataro Sentai Donbrothers trong Super Hero Time sau khi Kamen Rider Saber kết thúc. Đây cũng là bộ phim đầu tiên trong series mang chủ đề chính về khủng long, động vật tiền sử, động vật hiện đại. (So với series Super Sentai hiện tại đã có 4 bộ về khủng long: Zyuranger, Abaranger, Kyoryuger và Ryusoulger) cùng với con dấu và ma quỷ.
Tại Việt Nam, bộ phim được chiếu trên MyTV & FPT Play với tên Hiệp Sĩ Mặt Nạ: Khế Ước Ác Ma.

## Cốt truyện
Để bảo vệ gia đình yêu dấu khỏi sự tấn công của các ác ma từ Deadman, Igarashi Ikki đã giao kèo với Vice, ác ma ở bên trong cậu. Ikki biến thân thành Kamen Rider Revi, trong khi ác ma Vice biến thân thành Kamen Rider Vice, trở thành Rider "một người, hai nhân cách"! Khi "anh hùng và ác ma bắt tay thành cộng sự", Kamen Rider Revice được khai sinh, trở thành Kamen Rider kết hợp 2 trong 1 mạnh nhất từ trước tới giờ.

## Tập phim
Kamen Rider Revice xuất hiện lần đầu tại sự kiện crossover Kamen Rider Saber ＋ Kikai Sentai Zenkaiger: Super Hero Senki (仮面ライダーセイバー＋機界戦隊ゼンカイジャー:スーパーヒーロー戦記 Kamen Raidā Seibā + Kikai Sentai Zenkaijā: Supāhīrō Senki)
| Tập số | Tiêu đề (tiếng Anh/tiếng Nhật) | Đạo diễn            | Biên kịch       | Ngày phát sóng       |
| ------ | --- | ------------------- | --------------- | -------------------- |
| 1      | "Gia đình! Khế ước! Ác ma thì thầm!" Chuyển ngữ: "Kazoku! Keiyaku! Akuma Sasayaku!" (tiếng Nhật: 家族！契約！悪魔ささやく！)                                                                  | Shibasaki Takayuki  | Kinoshita Hanta | 5 tháng 9 năm 2021   |
| 2      | "Ác quỷ chỉ là một kẻ xấu !?" Chuyển ngữ: "Akuma wa Akumade Warui Yatsu!?" (tiếng Nhật: 悪魔はあくまで悪いやつ!?)                                                                             | Shibasaki Takayuki  | Kinoshita Hanta | 12 tháng 9 năm 2021  |
| 3      | "Rắc rối con tin, các anh em sẽ làm gì !?" Chuyển ngữ: "Hitojichi Toraburu, Dō Suru Kyōdai!?" (tiếng Nhật: 人質トラブル、どうする兄弟！？)                                                    | Sugihara Teruaki    | Kinoshita Hanta | 19 tháng 9 năm 2021  |
| 4      | "Tình yêu không đủ! Một con quỷ nguy hiểm được sinh ra!" Chuyển ngữ: "Tarinai Aijō! Abunai Akuma Tanjō!" (tiếng Nhật: 足りない愛情！アブナイ悪魔誕生！)                                       | Sugihara Teruaki    | Kinoshita Hanta | 26 tháng 9 năm 2021  |
| 5      | "Rider thay đổi thế giới! Kẻ phản bội là ai !?" Chuyển ngữ: "Yonaoshi Raidā! Uragirimono wa Dare da!?" (tiếng Nhật: 世直しライダー！裏切り者は誰だ！？)                                       | Kamihoriuchi Kazuya | Kinoshita Hanta | 3 tháng 10 năm 2021  |
| 6      | "Bản sắc thật của Ác ma! Buổi chiếu gây sốc !?" Chuyển ngữ: "Ebiru no Shōtai! Shōgeki no Shōtaimu!?" (tiếng Nhật: エビルの正体！衝撃のショータイム！？)                                       | Kamihoriuchi Kazuya | Kinoshita Hanta | 10 tháng 10 năm 2021 |
| 7      | "Ăn trộm !? Ván trượt!? Tôi là Kagero!" Chuyển ngữ: "Settō!? Sukebō!? Ore wa Kagerō!" (tiếng Nhật: 窃盗！？スケボー！？俺はカゲロウ！)                                                        | Morota Satoshi      | Kinoshita Hanta | 17 tháng 10 năm 2021 |
| 8      | "Một gia đình yên nghỉ, Thiên đường và Địa ngục !?" Chuyển ngữ: "Kazoku no Kyūsoku, Tengoku to Jigoku!?" (tiếng Nhật: 家族の休息、天国と地獄！？)                                             | Morota Satoshi      | Kinoshita Hanta | 24 tháng 10 năm 2021 |
| 9      | "Kagero Runs Rampant! Anh em nhà Igarashi ... Vỡ vụn !?" Chuyển ngữ: "Kagerō Bōsō! Igarashi Kyōdai...Hōkai!?" (tiếng Nhật: カゲロウ暴走！五十嵐兄弟…崩壊！？)                                 | Sakamoto Koichi     | Kinoshita Hanta | 31 tháng 10 năm 2021 |
| 10     | "Anh trai và em trai, trái tim tin tưởng" Chuyển ngữ: "Ani to Otōto, Shinjiru Kokoro" (tiếng Nhật: 兄と弟、信じる心)                                                                          | Sakamoto Koichi     | Kinoshita Hanta | 14 tháng 11 năm 2021 |
| 11     | "Sakura bất khả chiến bại, ý nghĩa của sức mạnh?" Chuyển ngữ: "Muteki no Sakura, Nan no Tame no Chikara" (tiếng Nhật: 無敵のさくら、何のための力)                                             | Sugihara Teruaki    | Kinoshita Hanta | 21 tháng 11 năm 2021 |
| 12     | "Điểm yếu là sức mạnh !? Jeanne bất khả chiến bại!" Chuyển ngữ: "Yowasa wa Tsuyosa!? Muteki no Jan'nu!" (tiếng Nhật: 弱さは強さ！？無敵のジャンヌ！)                                          | Sugihara Teruaki    | Kinoshita Hanta | 28 tháng 11 năm 2021 |
| 13     | "Lời kêu gọi của Fenix!" Chuyển ngữ: "Fenikkusu Kikiippatsu!" (tiếng Nhật: フェニックス危機一髪！)                                                                                            | Kamihoriuchi Kazuya | Kinoshita Hanta | 5 tháng 12 năm 2021  |
| 14     | "Chỉ huy là ... một Deadman !?" Chuyển ngữ: "Shireikan wa...Deddoman!?" (tiếng Nhật: 司令官は…デッドマン！？)                                                                                 | Kamihoriuchi Kazuya | Kinoshita Hanta | 12 tháng 12 năm 2021 |
| 15     | "Diệt trừ! Thử thách! Deadmans!" Chuyển ngữ: "Bokumetsu! Taiketsu! Deddomanzu!" (tiếng Nhật: 撲滅！対決！デッドマンズ！)                                                                      | Morota Satoshi      | Kinoshita Hanta | 19 tháng 12 năm 2021 |
| 16     | "Cảm giác được bảo vệ ... Kỷ nguyên của Ba anh em nhà Igarashi!" Chuyển ngữ: "Mamoritai Omoi...Jidai wa Igarashi San Kyōdai!" (tiếng Nhật: 守りたい想い…時代は五十嵐三兄妹！)                 | Morota Satoshi      | Kinoshita Hanta | 26 tháng 12 năm 2021 |
| 17     | "Khắc sâu sự phản bội, giá trị đích thực của một người bạn" Chuyển ngữ: "Uragiri no Shinka, Badi no Shinka" (tiếng Nhật: 裏切りの深化、バディの真価)                                          | Sugihara Teruaki    | Kinoshita Hanta | 9 tháng 1 năm 2022   |
| 18     | "Quỹ đạo của một người bạn, Điều kỳ diệu của Lửa và Băng" Chuyển ngữ: "Badi no Kiseki, Honō to Kōri no Kiseki" (tiếng Nhật: バディの軌跡、炎と氷の奇跡)                                       | Sugihara Teruaki    | Kinoshita Hanta | 16 tháng 1 năm 2022  |
| 19     | "Cảnh báo ác quỷ, Hiromi bị bao vây !?" Chuyển ngữ: "Demonzu Chūihō, Hiromi Hōimō!?" (tiếng Nhật: デモンズ注意報、ヒロミ包囲網!?)                                                             | Sakamoto Koichi     | Mouri Nobuhiro  | 23 tháng 1 năm 2022  |
| 20     | "Tàn nhẫn và vô tình, cái giá của việc biến hình" Chuyển ngữ: "Hijō de Mujō na, Henshin no Daishō" (tiếng Nhật: 非情で無常な、変身の代償)                                                     | Sakamoto Koichi     | Mouri Nobuhiro  | 30 tháng 1 năm 2022  |
| 21     | "Đánh đổi sinh mệnh, giao phó tâm tư" Chuyển ngữ: "Waga Inochi o Kakete, Omoi o Takushite" (tiếng Nhật: 我が命をかけて、想いを託して)                                                         | Sakamoto Koichi     | Mouri Nobuhiro  | 6 tháng 2 năm 2022   |
| 22     | "Slam-Bang... Kūki Kaidan!?" Chuyển ngữ: "Dottan Battan...Kūki Kaidan!?" (tiếng Nhật: ドッタンバッタン…空気階段！？)                                                                          | Shibasaki Takayuki  | Kinoshita Hanta | 13 tháng 2 năm 2022  |
| 23     | "Vice chiếm giữ ... Sau tất cả, sự phản bội!?" Chuyển ngữ: "Baisu ga Nottori...Yappari Uragiri!?" (tiếng Nhật: バイスが乗っ取り…やっぱり裏切り！？)                                           | Shibasaki Takayuki  | Kinoshita Hanta | 20 tháng 2 năm 2022  |
| 24     | "Đảo ngược bởi Tiến sĩ Karizaki! Một hoạt động nghịch đảo!" Chuyển ngữ: "Karizaki-hakase no Modose! Abekobe Daisakusen!" (tiếng Nhật: 狩崎博士の戻せ！あべこべ大作戦！)                       | Kamihoriuchi Kazuya | Mouri Nobuhiro  | 27 tháng 2 năm 2022  |
| 25     | "Hồi sinh! Vail !? Ký ức của gia đình Igarashi" Chuyển ngữ: "Yomigaeru! Beiru!? Igarashi-ke no Kioku" (tiếng Nhật: よみがえる！ベイル！？五十嵐家の記憶)                                      | Kamihoriuchi Kazuya | Kinoshita Hanta | 6 tháng 3 năm 2022   |
| 26     | "Thử thách! Từ biệt!? Sự kết thúc của bóng tối và ánh sáng" Chuyển ngữ: "Taiketsu! Ketsubetsu!? Yami to Hikari no Ketsumatsu" (tiếng Nhật: 対決！決別！？闇と光の結末)                        | Ishida Hidenori     | Kinoshita Hanta | 13 tháng 3 năm 2022  |
| 27     | "Dừng lại! Tyrant's Mayhem and Violence Gone Wild" Chuyển ngữ: "Tomero! Bōkun no Bōkyo to Bōryoku no Bōsō" (tiếng Nhật: 止めろ！暴君の暴挙と暴力の暴走)                                       | Ishida Hidenori     | Kinoshita Hanta | 20 tháng 3 năm 2022  |
| 28     | "Vượt qua nỗi sợ hãi với tốc độ ánh sáng! Hãy tin vào bản thân!" Chuyển ngữ: "Osore o Koete Shippūjinrai! Onore o Shinji Isshindōtai!" (tiếng Nhật: 怖れを超えて疾風迅雷！己を信じ一心同体！) | Ishida Hidenori     | Kinoshita Hanta | 27 tháng 3 năm 2022  |
| 29     | "Vào trong! Ký ức của Hiromi!" Chuyển ngữ: "Kuranku In! Memorī Obu Hiromī!" (tiếng Nhật: クランクイン！メモリー・オブ・ヒロミー！)                                                            | Koichiro Hayama     | Uchida Hiroki   | 3 tháng 4 năm 2022   |
| 30     | "Diễn viên lồng tiếng! Say Me! Hậu quả của tuổi trẻ" Chuyển ngữ: "Seiyū! Sei Mī! Seishun no Atoshimatsu" (tiếng Nhật: 声優！SAY ME！青春のあとしまつ)                                         | Sugihara Teruaki    | Kinoshita Hanta | 10 tháng 4 năm 2022  |
| 31     | "Illusionary Guidance, Dream Afterwards" Chuyển ngữ: "Gensō no Michibiki, Yume no Atosaki" (tiếng Nhật: 幻想の導き、夢のあとさき)                                                             | Sugihara Teruaki    | Kinoshita Hanta | 17 tháng 4 năm 2022  |
| 32     | "Thứ bị đánh mất, Niềm tự hào của Nữ hoàng" Chuyển ngữ: "Ushinatta Ibasho, Joō no Puraido" (tiếng Nhật: 失った居場所、女王のプライド)                                                         | Morota Satoshi      | Kinoshita Hanta | 24 tháng 4 năm 2022  |
| 33     | "Lovekov's Rebellion !? Sakura's Resolution" Chuyển ngữ: "Rabukofu Hankō!? Sakura no Kakugo" (tiếng Nhật: ラブコフ反抗！？さくらの覚悟)                                                       | Morota Satoshi      | Kinoshita Hanta | 1 tháng 5 năm 2022   |
| 34     | "Ác quỷ gọi ác quỷ" Chuyển ngữ: "Akuma ga Akuma o Yondeiru" (tiếng Nhật: 悪魔が悪魔を呼んでいる)                                                                                              | Ishida Hidenori     | Mouri Nobuhiro  | 8 tháng 5 năm 2022   |
| 35     | "Mối đe dọa không xác định, con đường mọi người nên đi" Chuyển ngữ: "Michi Naru Kyōi, Hito no Susumu beki Michi" (tiếng Nhật: 未知なる脅威、人の進むべき道)                                   | Ishida Hidenori     | Mouri Nobuhiro  | 15 tháng 5 năm 2022  |
| 36     | "Quyết định của nhân loại, Quyết tâm của mỗi người" Chuyển ngữ: "Kiro ni Tatsu Jinrui, Sorezore no Ketsui" (tiếng Nhật: 岐路に立つ人類、それぞれの決意)                                       | Shibasaki Takayuki  | Kinoshita Hanta | 22 tháng 5 năm 2022  |
| 37     | "Trận chiến khốc liệt! Nhiệm vụ đầy rủi ro!" Chuyển ngữ: "Gekisen Hisshi! Kesshi no Akuma Dakkan Misshon!" (tiếng Nhật: 激戦必至！決死の悪魔奪還ミッション！)                                 | Shibasaki Takayuki  | Kinoshita Hanta | 29 tháng 5 năm 2022  |
| 38     | "Cha và con cùng nhau! The Ultimate Revice!" Chuyển ngữ: "Chichi to Ko ga Tsumugu! Kyūkyoku no Ribaisu!" (tiếng Nhật: 父と子が紡ぐ！究極のリバイス！)                                         | Shibasaki Takayuki  | Kinoshita Hanta | 5 tháng 6 năm 2022   |
| 39     | "Hy vọng và tuyệt vọng, Xung đột giữa ba anh em" Chuyển ngữ: "Kibō to Zetsubō, San Kyōdai no Kattō" (tiếng Nhật: 希望と絶望、三兄妹の葛藤)                                                    | Kamihoriuchi Kazuya | Mouri Nobuhiro  | 12 tháng 6 năm 2022  |
| 40     | "Gia đình hay thế giới ... Tranh cãi trong tâm hồn!" Chuyển ngữ: "Kazoku ka Sekai ka...Tamashii no Kyōdai Genka!" (tiếng Nhật: 家族か世界か…魂の兄弟喧嘩！)                                   | Kamihoriuchi Kazuya | Mouri Nobuhiro  | 19 tháng 6 năm 2022  |
| 41     | "Ý định của Cha, Quyết tâm của Con trai!" Chuyển ngữ: "Chichi no Shin'i, Musuko no Ketsui!" (tiếng Nhật: 父の真意、息子の決意！)                                                              | Sugihara Teruaki    | Kinoshita Hanta | 26 tháng 6 năm 2022  |
| 42     | "Trận chiến ác liệt! Crimson Vail và Destream" Chuyển ngữ: "Geki Batoru! Akaki Beiru to Desutorīmu" (tiếng Nhật: 激バトル！紅きベイルとデストリーム)                                          | Sugihara Teruaki    | Kinoshita Hanta | 3 tháng 7 năm 2022   |
| 43     | "Sự kết thúc của vĩnh hằng, Điểm đến là sự hối tiếc" Chuyển ngữ: "Eien no Owari, Kōkai no Mukau Saki" (tiếng Nhật: 永遠の終わり、後悔の向かう先)                                              | Sugihara Teruaki    | Kinoshita Hanta | 10 tháng 7 năm 2022  |
| 44     | "Toàn tâm, toàn ý, quyết định ở đâu" Chuyển ngữ: "Zenshinzenrei o Kakete, Ketsudan no Yukue" (tiếng Nhật: 全身全霊をかけて、決断の行方)                                                       | Shibasaki Takayuki  | Kinoshita Hanta | 17 tháng 7 năm 2022  |
| 45     | "Cơn ác mộng bất tận, người bảo vệ và sự bảo vệ" Chuyển ngữ: "Owaranu Akumu, Mamoru Mono to Mamorareru Mono" (tiếng Nhật: 終わらぬ悪夢、守る者と守られる者)                                   | Ishida Hidenori     | Kinoshita Hanta | 24 tháng 7 năm 2022  |
| 46     | "Dũng Cảm Đối Mặt Với Nhau ... Thực Sự Nên Bảo Vệ Điều Gì?" Chuyển ngữ: "Mukiau Yūki...Shin ni Mamoru beki Mono wa Nani?" (tiếng Nhật: 向き合う勇気…真に護るべきものは何？)                   | Ishida Hidenori     | Kinoshita Hanta | 31 tháng 7 năm 2022  |
| 47     | "Sự phản bội của Karizaki, cái giá của việc biến hình" Chuyển ngữ: "Karizaki o Hanran, Henshin no Daishō" (tiếng Nhật: 狩崎の反乱、変身の代償)                                                | Kamihoriuchi Kazuya | Kinoshita Hanta | 7 tháng 8 năm 2022   |

## Movie

### Saber + Zenkaiger: Superhero Senki
Saber + Zenkaiger: Super Hero Senki (セイバー＋ゼンカイジャー スーパーヒーロー戦記 Seibā + Zenkaijā Sūpā Hīrō Senki, Saber + Zenkaiger: Super Hero War Chronicle) được phát hành vào ngày 22 tháng 7 năm 2021 cùng với một bộ phim tiền truyện của Kamen Rider Revice, đánh dấu sự xuất hiện lần đầu của Kamen Rider Revice.

### Movie ngắn
Kamen Rider Revice: The Movie (劇場版 仮面ライダーリバイス, Gekijōban Kamen Raidā Ribaisu) phát hành ngày 21 tháng 7 năm 2021 là một bộ phim siêu anh hùng ngắn của Nhật Bản lấy bối cảnh của Kamen Rider Revice. Bộ phim được chiếu tại các rạp cùng với Saber + Zenkaiger: Superhero Senki.

### Kamen Rider Saber Special
Đây là phần tiền truyện chuẩn bị cho movie Kamen Rider: Beyond Generations.

### Kamen Rider: Beyond Generations
Kamen Rider: Beyond Generations (仮面ライダー50周年記念映画 仮面ライダー ビヨンド・ジェネレーションズ, Kamen Rai dā Gojusshūnen Kinen Eiga - Kamen Raidā: Biyondo Jenerēshonzu) phát hành ngày 17 tháng 12 năm 2021 là một bộ phim kết hợp giữa Kamen Rider Revice và Kamen Rider Saber, là Movie War thứ 12, đồng thời là phần thứ 5 và cũng là phần cuối cùng của Generations Series. Trong phim, Ikki, Vice, Touma và các đồng đội của họ chiến đấu với ác quỷ mạnh nhất Diablo, bên cạnh đó họ cố gắng giúp một nhà khoa học viên của tổ chức Shocker có chuyến du hành thời gian hòa giải với đứa con trai giờ đã trưởng thành.

### Revice: The Mystery
Kamen Rider Revice: The Mystery (仮面ライダーリバイス , Kamen Raidā Ribaisu: Za Misuterī) phát sóng ngày 30 tháng 1 năm 2022 là một web series dài 5 tập, lấy bối cảnh của Kamen Rider Revice. Trong phần đặc biệt, Ikki, Vice, Hiromi và George hợp tác với một số diễn viên kỳ cựu từ Kamen Rider 555, W, Gaim và Drive để điều tra mối liên hệ bí ẩn giữa Deadman và một số nhóm Kaijin khác của Kamen Rider Series trong khi giải quyết một vụ án giết người trong một ngôi nhà trọ ẩn trong rừng.

### Revice Legacy: Kamen Rider Vail
Revice Legacy: Kamen Rider Vail (リバイスレガシー 仮面ライダーベイル, Ribaisu Regashī: Kamen Raidā Beiru) phát hành ngày 27 tháng 3 năm 2022 là một miniseries dài 5 tập dành riêng cho TTFC và là phần tiền truyện của Kamen Rider Revice, lấy bối cảnh 25 năm trước các sự kiện của bộ phim. Nội dung của phần phim này hé mở nguồn gốc sức mạnh của Genta Igarashi và cách ông gặp Vail trong quá khứ.

### Original Spin-Off Drama: Dear Gaga
Kamen Rider Revice Original Spin-Off Drama: DEAR GAGA (仮面ライダーリバイスオリジナルスピンオフドラマ:, Kamen Raidā Ribaisu Orijinaru Supin'ofu Dorama Dia Gaga) phát hành ngày 13 tháng 4 năm 2022 là một miniseries Blu-Ray độc quyền gồm hai tập lấy bối cảnh giai đoạn giữa của Kamen Rider Revice. Trong phần đặc biệt, Hiromi trở về quê hương của mình để hồi phục khi tinh thần và dưỡng thương vì bị ảnh hưởng nặng nề sau trận chiến khốc liệt với Orteca.

### Movie: Battle Familia
Kamen Rider Revice: Battle Familia (劇場版 仮面ライダーリバイス バトルファミリア, Gekijōban Kamen Raidā Ribaisu: Batoru Famiria) là movie mùa hè của Kamen Rider Revice, phát hành ngày 22 tháng 7 năm 2022, chiếu song song với Avataro Sentai Donbrothers The Movie: New First Love Hero. Trong phim, Ikki, Daiji và Sakura du hành đến Khu vực cấm 666 để giải cứu các nạn nhân bị bắt cóc trên một chiếc máy bay khỏi tên tội phạm nguy hiểm có tên Azuma, kẻ muốn tự mình phán xét số phận của nhân loại. Bộ phim cũng có sự xuất hiện sớm của Kamen Rider Geats trước loạt phim của anh ấy ra mắt.

### Spin-Off Drama: Birth of Chimera (tiền truyện của movie Battle Familia)
'Kamen Rider Revice Movie Spin-Off Delivered Drama: Birth of Chimera ( 『劇場版 仮面ライダーリバイス』スピンオフ配信ドラマ『Birth of Chimera』, Gekijō-ban Kamen Raidā Ribai su Supin'ofu Haishin Dorama 'Bāsu Obu Kimaira ) phát hành ngày 22 tháng 7 năm 2022 là một bộ đặc biệt dành riêng cho TTFC trong phần tiếp theo của Kamen Rider Revice và đóng vai trò là phần tiền truyện của các sự kiện trong Kamen Rider Revice: Battle Familia.
Nội dung bộ phim xoay quanh Nozomu Otani, một chàng trai trẻ thừa hưởng sức mạnh của Kamen Rider Chimera từ người bạn Ryu Mukai.

### Kamen Rider Jeanne & Kamen Rider Aguilera with Girls Remix
Kamen Rider Jeanne & Kamen Rider Aguilera with Girls Remix (仮面ライダージャンヌ＆仮面ライダーアギレラｗｉｔｈガールズリミックス, Kamen Raidā Jannu Ando Kamen Raidā Agirera Uizu Gāruzu Rimikkusu) phát hành ngày 7 tháng 8 năm 2022 là một web series crossover độc quyền của TTFC giữa Kamen Rider Revice và một số nữ anh hùng từ các phần trước. Trong phần đặc biệt, Akiko tập hợp một nhóm các nữ anh hùng để chiến đấu chống lại Black Satan đã hồi sinh, kẻ đã phái một hình người sử dụng sóng điện tử để thực hiện cuộc đấu thầu của chúng.

### Revice Forward: Kamen Rider Live & Evil & Demons
Revice Forward: Kamen Rider Live & Evil & Demons (リバイスForward 仮面ライダーライブ&エビル&デモンズ, Ribaisu Fōwarudo: Kamen Raidā Raibu Ando Ebiru Ando Demonzu) được công chiếu vào ngày 10 tháng 2 năm 2023 là một bộ phim siêu anh hùng V-Cinext của Nhật Bản, lấy bối cảnh sau tập cuối của Kamen Rider Revice. Trong phim, Hiromi Kadota bảo vệ một cô gái trẻ khỏi doppelgänger của anh ta, trong khi Daiji Igarashi và Kagero điều tra tổ chức khủng bố Alicorn.

### Kamen Rider Juuga VS Kamen Rider Orteca
Kamen Rider Juuga vs Kamen Rider Orteca (仮面 ライダージュウガ vs 仮面 オルテカ オルテカ オルテカ オルテカ オルテカ, Kamen Raidā Jūga Tai Kamen Raidā Oruteka) là một loạt web TTFC hai tập, phát sóng vào ngày 30 tháng 4 và 7 tháng 5 năm 2023. Trong phần này, George Karizaki được giao nhiệm vụ săn lùng Orteca sau khi hắn trốn thoát khỏi nhà giam của Blue Bird.

### Hyper Battle DVD 1: Koala VS Kangaroo!! Né tránh tình yêu trong lễ cưới!?
Kamen Rider Revice: Koala VS Kangaroo!! Bạn có muốn tránh cú đánh yêu thương trong đám cưới không?! (仮面ライダーリバイス コアラカンガルー!! 結婚式のチューしんで愛をさけぶ!?, Kamen Raidā Ribaisu: Koara Bāsasu Kangarū!! Kekkon-Shiki no Chūshin de Ai o sakebu!?) là DVD Siêu chiến đấu của Televi-Kun (てれびくんバトルDVD , Terebi-Kun Haipā Batoru Dībuidī) của Kamen Rider Revice, phát hành ngày 25 tháng 12 năm 2021. Trong DVD, Ikki giúp một người tổ chức đám cưới ngăn chặn Người chết phá hoại công việc kinh doanh của anh ta.
Câu cửa miệng là Xin chúc mừng, Kangaroo Genome đã ra đời!! (祝 カンガルーゲノム誕生!! , Iwae, Kangarū Genomu Tanjō!!) 

### Hyper Battle DVD 2: Rider Số 2, hân hạnh được gặp anh
Kamen Rider Revice: Become Rider 2~ ♪ (仮面ライダーリバイス 2号ライダーはじめました～♪ , Kamen Raidā Ribaisu: Ni-Gō Raidā hajimemashita~) là bộ Televi-Kun Hyper Battle DVD thứ hai (てれびくんバトルDVD , Terebi-Kun Haipā Batoru Dībuidī) của Kamen Rider Revice, được phát hành ngày 30 tháng 9 năm 2022. Trong DVD này, George Karizaki từ Thế giới AR nhờ sự giúp đỡ của Ikki với tư cách là một Rider phụ tiềm năng, để đánh bại Ookami Deadman .
Câu khẩu hiệu là We're going to show you! Tinh thần của Kamen Rider 2!! (お見せしよう！仮面ライダー2号の魂!! , Omise shiyou! Kamen Raidā Ni-Gō no Tamashii!!) 

### Kamen Rider Geats × Revice: Movie Battle Royale
Kamen Rider Geats × Revice: Movie Battle Royale (仮面ライダーギーツ×リバイスバトルロワイヤル, Kamen Raidā Gītsu × Ribaisu Mūbī Batoru Rowaiyaru) công chiếu ngày 23 tháng 12 năm 2022 là một bộ phim siêu anh hùng Nhật Bản kết hợp giữa Kamen Rider Geats, Kamen Rider Revice và Kamen Rider Ryuki, là Movie War thứ 13. Trong phim, Ikki và Ace chiến đấu để giành lại con quỷ của Koshiro khỏi nanh vuốt của Colus, một Bậc thầy Trò chơi độc ác, người đã đọ sức với các Riders trong Desire Royale chống lại các Riders của Mirror World và Kamen Rider Seeker mạnh mẽ.
| Kamen Rider Revice                                  | Igarashi Ikki + Vice                      |
| Kamen Rider Evil                                    | Kagerou                                   |
| Kamen Rider Live                                    | Igarashi Daiji                            |
| Kamen Rider Demon                                   | Kadota Hiromi - Orteca - Karizaki Georgre |
| Kamen Rider Jeanne                                  | Igarashi Sakura                           |
| Kamen Rider Over Demon - Ushima Hikaru - Tamaki Gou | Kamen Rider Trooper Over Demon - weekend  |
| Kamen Rider Aguilera - Natsuki Hana                 |                                           |
| Kamen Rider Juura - Karizaki Georgre                |                                           |
| Kamen Rider Trooper Demon - Femix                   |                                           |

## Diễn viên
- Igarashi Ikki (五十嵐一輝): Maeda Kentaro (前田 拳太郎)[50]
- Vice (バイス Baisu, lồng tiếng): Kimura Subaru (木村 昴)[50]
- Igarashi Daiji (五十嵐大二), Kagerou: Hyuga Wataru (日向 亘)[51]
- Kadota Hiromi: Komatsu Junya (小松 準弥)
- Igarashi Sakura (五十嵐さくら): Imoto Ayaka (井本 彩花)[51]
- George Karizaki (ジョージ・狩崎 Jōji Karizaki): Hamao Noritaka (濱尾ノリタカ)[51]
- Lovekov: Ito Miku [51]
- Natsuki Hana, Aguilera, Devil Hana: Kabashima Hikaru [51]
- Akaishi Hideo: Hashimoto Jun [51]
- Vail, Demons Driver: Tsuda Kenjiro [51]